# Смоленський трамвай

Схема трамвайної мережі на мапі міста

Смоленський трамвай — діюча система електричного трамвая міста Смоленськ, Росія.
Вперше смоленська трамвайна мережа введена в експлуатацію 20 жовтня 1901. Трамваї в Смоленську двічі зупинили роботу: під час громадянської війни 1919 - 1922, і під час Другої світової війни з 15 липня 1941 року по 6 листопада 1947.

## Маршрути на початок 2010-х
- Маршрут № 1. Полиграфкомбинат — ул. Багратиона
- Маршрут № 2. ул. П.Алексеева — ул. Багратиона
- Маршрут № 3. Рославльское кольцо — ж/д вокзал
- Маршрут № 4. ул. П.Алексеева — Ситники

## Рухомий склад на початок 2010-х
| Тип        | Штук |
| ---------- | ---- |
| KTM-5      | 19   |
| KTM-5A     | 9    |
| KTM-8K     | 13   |
| KTM-8KM    | 5    |
| KTM-23     | 19   |
| LM-93      | 3    |
| LM-99K     | 2    |
| AKSM-62103 | 2    |